# Рендулич, Зоран
Зоран Рендулич (серб. Зоран Рендулић / Zoran Rendulić; род. 22 мая 1984, Сараево) — сербский футболист, защитник.

## Карьера
Профессиональную карьеру начал 2002 году в «Ремонт» Чачак. В том же году перешел в другой Чачакский клуб «Борац» но в 2004 и 2007 годах был отдан в аренду обратно в «Ремонт». С января по июля 2007 года был в аренде в австрийском «Риде». 24 июня 2008 года подписывает контракт с французским клубом «Гренобль» из Лиги 1. Летом 2010 года вернулся на родину подписав контракт с «Явором». В декабре 2011 года уходит в Южную Корею играть в Кей-лиге за «Пхохан Стилерс». Дебютный гол забивает в Азиатской Лиге чемпионов 2012 года в ворота японской «Гамбы» из Осаки. В январе 2015 года перешел в «Чукарички» через год в «Црвену Звезду». В 2017 году провёл 4 игры за казахстанский клуб «Ордабасы», но вскоре был отзаявлен. Вернулся в Сербию и будет теперь играть за «Рад» из Белграда.

## Достижения
«Црвена Звезда»
- Чемпион Сербии (1): 2015/16